# Origmatogona tinauti
Origmatogona tinauti es una especie de milpiés de la familia Origmatogonidae endémica del sur de la España peninsular; se encuentra en cavernas de Andalucía Oriental.